# 山形市立第八小学校
山形市立第八小学校（やまがたしりつ だいはちしょうがっこう）は、山形県山形市にある公立小学校である。

## 概要
国道13号山形バイパスを中心にして、山形大学や山形県庁を学区内にある。また山形大学附属小学校と附属中学校も学区内にある。

## 沿革
- 1953年（昭和28年）4月1日 - 開校

## 学区
- あさひ町、小白川町一丁目4番から19番まで、小白川町二丁目、小白川町三丁目、小白川町四丁目、小白川町五丁目、小白川町、松波二丁目、松波三丁目、緑町三丁目、緑町四丁目[1]

## 卒業後
- 山形市立第一中学校へ進学する